# Alois Brunner (Maler)
Alois Brunner (* 31. Januar 1859 in Tirschenreuth, Königreich Bayern; † 26. April 1941 in Brannenburg, Landkreis Rosenheim, Bayern) war ein deutscher Genremaler und Grafiker.

## Leben
Brunner besuchte von 1877 bis 1880 die Kunstgewerbeschule München. Dort war er Schüler von Ferdinand Barth. Für die ersten vier Semester ist er als Schüler der Glasmalereiklasse nachgewiesen. Er wirkte vor allem als Maler und Illustrator.